# Seikan Hikou
«Seikan Hikou» (星間飛行?) es el primer sencillo de la cantante y seiyū japonesa Megumi Nakajima, lanzado al mercado el día 25 de junio del año 2008.

## Detalles
Este fue el primer sencillo de Megumi como artista y también el sencillo debut de Ranka Lee en la serie Macross Frontier. Fue producido por Yōko Kanno al igual que todos los trabajos de la serie Macross Frontier.
Este sencillo contiene dos covers de Lynn Minmay (Mari Iijima), el primero es Ai Oboete Imasu ka (utilizado como canción de cierre en el capítulo 1 "deculture edition" y en el capítulo 12 como canción de fondo) y la canción Watashi no Kare wa Pilot (utilizada en el capítulo 4 "Miss Macross"). Del mismo modo contiene canciones propias de Megumi = Ranka, como Neko Nikki (utilizada en los capítulos 9 y 12 como canción de fondo, y fue el quinto ending de la serie en el capítulo 11) y la canción Seikan Hikou la cual tuvo una buena recepción y este tema fue utilizado en los capítulos 12, 17 y 18, además de ser usado como segundo opening en el capítulo 17).
Todas las canciones de este sencillo fueron incluidas en los O.S.T de Macross Frontier, presentándose en el último (Macross Frontier VOCAL COLLECTION Nyan Tama) en el disco uno las versiones extendidas de Ai Oboete Imasu ka y Watashi no Kare wa Pilot. 
Lista de canciones (VTCL-35029)

| N.º | Título                                                                                               | Letras            | Música         | Arreglos                   | Duración |  |
| 1.  | «Seikan Hikou (星間飛行?)»                                                                           | Takashi Matsumoto | Yoko Kanno     | Yoko Kanno                 | 3:54     |  |
| 2.  | «Neko Nikki (ねこ日記?)»                                                                             | Hiroshi Ichikura  | Yoko Kanno     | Yoko Kanno                 | 4:20     |  |
| 3.  | «Ai Oboete Imasu ka (Deculture Edition size) (愛・おぼえていますか (デカルチャーエディションsize)?)» | Kazumi Yasui      | Kazuhiko Kato  | Yoko Kanno                 | 2:41     |  |
| 4.  | «Watashi no Kare wa Pilot -MISS MACROSS 2059- (私の彼はパイロット?)»                                 | Akane Asa         | Kentarō Haneda | Yoko Kanno, Hisaaki Hokari | 1:56     |  |
| 5.  | «Seikan Hikō (without Ranka)»                                                                        |                   | Yoko Kanno     | Yoko Kanno                 | 3:53     |  |
| 6.  | «Ai Oboete Imasu ka (Deculture Edition size without Ranka)»                                          |                   | Kazuhiko Kato  | Yoko Kanno                 | 2:39     |  |